# Przewodniczący (film 1964)
Przewodniczący (org. Председатель) – radziecki film obyczajowy z 1964 roku w reż. Aleksieja Sałtykowa. Adaptacja powieści Jurija Nagiblina pt. Stranicy żyzni Trubnikowa z 1962 roku.  

## Opis fabuły
ZSRR tuż po II wojnie światowej. Zasłużony frontowiec i komunista Jegor Trubnikow powraca do rodzinnej wsi. Jest to twardy człowiek, nie uznający kompromisów. Wybrany przez mieszkańców na przewodniczącego, szybko odbudowuje życie kołchozowe. Trubnikow w swojej pracy stawia przede wszystkim "na ludzi" i na realne wyniki, a nie na stalinowskie frazesy i statystyki. To oraz jego "rogata natura" jest często powodem konfliktów z lokalnym kierownictwem partii. Jego drakońskie metody zarządzania, połączone z troską o byt zwykłego człowieka w końcu jednak przynoszą efekty – kołchoz "Trud" staje się jednym z przodujących w regionie. 
Niestety w gruzach lega życie rodzinne przewodniczącego – żona porzuca go, a rodzony brat (najbardziej przeciwny jego metodom) w końcu opuszcza wieś wraz z całą rodziną "uciekając do miasta". Jednak po kilku latach efektem działań Trubnikowa jest świetnie prosperujące gospodarstwo rolne, z doskonałym zapleczem socjalnym dla jego pracowników. Biedne kołchozowe chałupy zastąpione zostają schludnymi domkami lub budynkami mieszkalnymi. Beztroski uśmiech małej dziewczynki w ostatniej scenie filmu jest dla Trubnikowa najlepszą nagrodą i nadzieją na przyszłość. 

## Obsada aktorska
- Michaił Uljanow – Jegor Trubnikow
- Iwan Łapikow – Siemion, brat Jegora
- Nonna Mordiukowa – Donia, żona Siemiona
- Kira Gołowko – Nadieżda, żona Jegora
- Walentina Władimirowa – dojarka Korszykowa
- Antonina Bogdanowa – dojarka Praskowia Siergiejewna
- Siergiej Kuriłow – Koczetnikow, represjonowany przyjaciel Jegora
- Michaił Kokszenow – Misza
- Wiaczesław Niewinny – Pawieł Markuszew
- Nikołaj Parfionow – Kliagin, sekretarz komitetu rejonowego partii
- Warwara Popowa – Samochina
- Witalij Sołomin – lekarz Walieżyn
- Arkdij Trusow – Ignat Zachrewicz
- Akilina Koliesowa – Pelagia, żona Ignata Zachrewicza
- Władimir Etusz – Kałojew, szef lokalnego wydziału MGB
- Siergiej Gołowanow – dziennikarz z Moskwy
- Władimir Gulajew – instruktor z komitetu obwodowego partii
- Nikołaj Chriaszczikow – członek biura komitetu obwodowego partii
- Wiera Burłakowa – sekretarka w komitecie obwodowym partii
- Jelizawieta Kuziurina – Motia Postnikowa
- Siergiej Blinnikow – Sierdukow
- Larisa Blinowa – Liza Markuszewa
- Wiaczesław Niewinin – Pawieł Markuszew
- Aleksandr Kaszpierow – kowal Szyriajew
- Aleksiej Kryczenkow – Locha, starszy syn Siemiona
- Sasza Galczenkow – Boris, syn Nadieżdy
- Aleksandr Dubow – sekretarz komitetu obwodowego partii
- Władimir Lebiediew – Szurik, stary pasterz
- Aleksandr Lebiediew – przewodniczący kołchozu
- Władimir Marienkow – Kostia, brat Paszy
- Fiodor Sielezniow – dyrektor SMT
- Jurij Sołowiow – Kola, inwalida wojenny na zebraniu kołchozowym
- Lewa Nikołajew – Pietia

i inni. 

## O filmie
Przewodniczący, czwarty z kolei film Aleksieja Sałtykowa, przyniósł mu duży rozgłos. Jego fabuła była dość banalna, jednak spośród innych radzieckich "produkcyjniaków" tego okresu wyróżniał się dramatyzmem, głównie opartym na dialogach i monologach aktorów.
Pierwowzorem głównego bohatera był Kiriłł Orłowski – białoruski działacz państwowy i partyjny lat 40 i 50 XX w. Sam Uljanow, początkowo nosił się z zamiarem odrzucenia roli głównego bohatera mając film za kolejną "propagandówkę". Jednak po przeczytaniu scenariusza zmienił zdanie, dostrzegając w swoim bohaterze złożoną osobowość, ciekawą i nietuzinkową postać. Nie bez znaczenia dla Uljanowa w momencie podejmowania decyzji o przyjęciu roli była pamięć o jego ojcu, również przewodniczącym kołchozu, pod wieloma cechami charakteru przypominającego głównego bohatera filmu. Oprócz Michaiła Uljanowa Przewodniczący przyniósł rozgłos lub stał się początkiem filmowej kariery dla wielu innych biorących w nim udział radzieckich aktorów, m.in. Iwana Łapikowa, Nonny Mordiukowej, Kiry Gołowko, Wiaczesława Niewinnyego, Władimira Etusza, Nikołaja Parfionowa.  
Film Przewodniczący zaliczany jest przez krytyków do "nurtu filmów rozrachunkowych" kina radzieckiego, który obok takich obrazów jak Czyste niebo, Cisza czy Żywi i martwi stanowił dalszy krok naprzód w analizie "okresu wypaczeń kultu jednostki". Mówił o trudnych latach życia kołchozowego wsi radzieckiej, którego odbudowa miała olbrzymie znaczenie dla wyniszczonego wojną kraju. Stanowił dla nich przykład życia, obrazujący jej konflikty społeczne od zakończenia wojny do XX zjazdu (tj. schyłkowego okresu "stalinizmu"), ukazujący w sposób demaskatorski typowe dla niej mechanizmy ekonomiczne i społeczne, dotąd przesłonięte kurtyną milczenia, bądź przedstawiane tendencyjnie. 
Droga Przewodniczącego na ekrany kin radzieckich nie była łatwa – jeszcze w momencie uroczystej premiery w moskiewskim kinie "Rossija" nie było wiadomo czy zostanie skierowany do dystrybucji. Kiedy już to nastąpiło film stał się wielkim wydarzeniem w świecie kina radzieckiego. Spotkał się z bardzo dobrym przyjęciem zarówno krytyków jak i widzów oraz (w końcu) władz państwowych. W 1965 roku czytelnicy magazynu Sowietskij ekran uznali go za najlepszy filmu roku 1964, a odtwórcę głównej roli za najlepszego aktora. W tym samym roku Uljanow otrzymał Nagrodę Leninowską – jedno z najwyższych, radzieckich odznaczeń państwowych. Rok później, w 1966, na II Wszechzwiązkowym Festiwalu Filmowym w Kijowie Przewodniczący otrzymał II nagrodę w kategorii "Filmy odzwierciedlające życie i trud człowieka radzieckiego". 